# Frankfurt-Gallus
Gallus, ook Gallusviertel, is een stadsdeel van Frankfurt am Main. Het stadsdeel bevindt zich in het centrum van Frankfurt. Gallus is met ongeveer 26.000 inwoners een van de grootste stadsdelen van Frankfurt. Het hoofdgebouw van de Frankfurter Allgemeine Zeitung is gelegen in het stadsdeel.

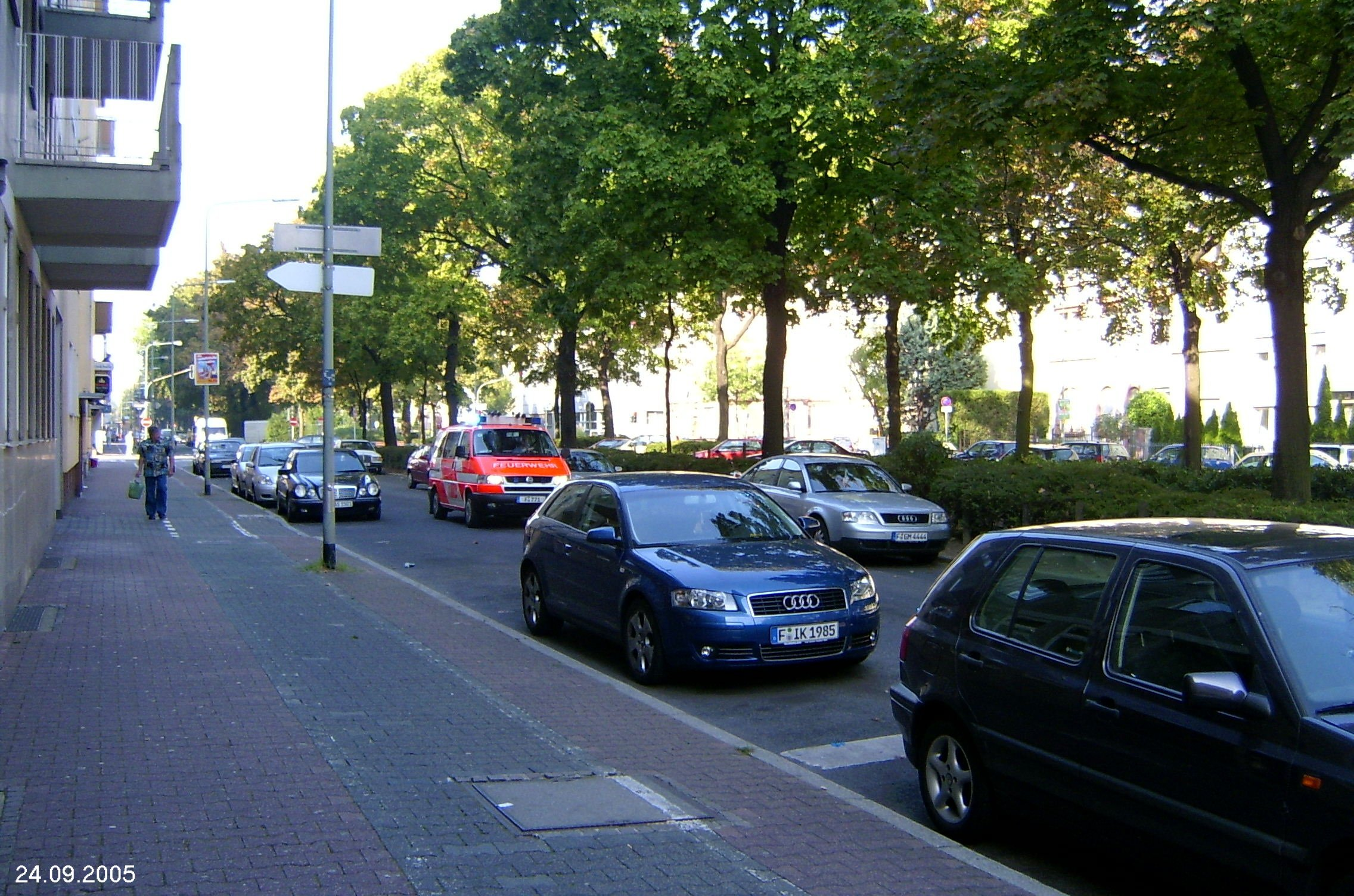
De "Frankenallee" in Gallus

Altstadt · Bahnhofsviertel · Bergen-Enkheim · Berkersheim · Bockenheim · Bonames · Bornheim · Dornbusch · Eckenheim · Eschersheim · Fechenheim · Flughafen · Frankfurter Berg · Gallus · Ginnheim · Griesheim · Gutleutviertel · Harheim · Hausen · Heddernheim · Höchst · Innenstadt · Kalbach-Riedberg · Nied · Nieder-Erlenbach · Nieder-Eschbach · Niederrad ·  Niederursel · Nordend · Oberrad · Ostend · Praunheim · Preungesheim · Riederwald · Rödelheim · Sachsenhausen · Schwanheim · Seckbach · Sindlingen · Sossenheim · Unterliederbach · Westend · Zeilsheim